# سینمای اتحاد جماهیر شوروی
سینمای اتحاد جماهیر شوروی سوسیالیستی (به انگلیسی: Cinema of the Soviet Union) به مجموعه فیلم‌هایی گفته می‌شود که در جمهوری‌های اتحاد جماهیر شوروی ساخته شده‌اند. این سینما انعکاس‌دهنده عناصری از فرهنگ پیشاشوروی، زبان و تاریخ این جمهوری‌هاست که توسط دولت مرکزی در مسکو تنظیم و دیکته می‌شدند و با این‌که اغلب به زبان روسی هستند، نباید با سینمای روسیه یکی تصور شود. بیشترین تولید فیلم در میان جماهیر شوروی پس از روسیه شوروی، به ترتیب مربوط به ارمنستان شوروی، آذربایجان شوروی، گرجستان شوروی، اوکراین شوروی و در سطحی پایین‌تر، لیتوانی شوروی، بلاروس شوروی و مولداوی شوروی می‌شود. همزمان، صنعت فیلم کشور، که در طول تاریخ کشور به طور کامل ملی شده بود، به وسیله فلسفه و قوانینی که از سوی حزب مرکزی کمونیست و با عنوان واقع‌گرایی سوسیالیستی ابلاغ می‌شد، به نگاه تازه‌ای از سینما هدایت شد که به کلی با آنچه قبل و بعد اتحاد جماهیر شوروی، سینما خوانده می‌شد، متفاوت بود. 

## فیلم‌های مطرح
- درناها پرواز می‌کنند
- کودکی ایوان
- جک فراست
- مردی با دوربین فیلم‌برداری
- سولاریس
- استاکر
- مادر
- زمین
- آندری روبلوف
- دن آرام
- جنگ و صلح
- رنگ انار
- رزم‌ناو پوتمکین
- الکساندر نوسکی
- توبه

## فیلم‌سازان مطرح
- سرگئی باندارچوک
- الکساندر داوژنکو
- سرگئی آیزنشتاین
- لف کولشوف
- ژیگا ورتوف
- آندری کونچالوفسکی
- نیکیتا میخالکوف
- الکساندر سوکوروف
- آندری تارکوفسکی
- لاریسا شپیتکو
- سرگئی پاراجانف
- میخائیل کالاتازوف[۱]